# Y Farm Military Cemetery
Y Farm Military Cemetery is een Britse militaire begraafplaats met gesneuvelden uit de Eerste Wereldoorlog, gelegen in de Franse gemeente Bois-Grenier in het Noorderdepartement. De begraafplaats ligt ruim een kilometer ten zuidwesten van het dorpscentrum. Ze werd ontworpen door Herbert Baker en wordt onderhouden door de Commonwealth War Graves Commission. Vooraan staat de Stone of Remembrance, achteraan het Cross of Sacrifice.
Er worden 835 doden herdacht, waarvan 288 niet geïdentificeerde.

## Geschiedenis
Bois-Grenier lag tijdens de oorlog vlak bij het front, maar bleef het grootste deel van de oorlog in geallieerde handen. Eenheden uit de sector startten hier in maart 1915 een begraafplaats, genoemd naar een nabijgelegen boerderij die de Britten "Y Farm" noemden. De begraafplaats bleef tot februari 1918 in gebruik en telde op het eind van de oorlog 335 graven.
Na de oorlog werd de begraafplaats uitgebreid met graven die werden overgebracht uit de omringende slagvelden en uit ontruimde begraafplaatsen. Er werden onder meer graven overgebracht uit Don German Cemetery in Allennes-les-Marais, Croix-Blanche British Cemetery in Fleurbaix, Hantay Communal Cemetery German Extension in Hantay, Lestrem Communal Cemetery Extension in Lestrem, Marquillies Communal Cemetery en de German Extension in Marquillies, Mouvaux Military Cemetery in Mouvaux, Pont-a-Marcq Communal Cemetery German Extension in Pont-à-Marcq, Templeuve Communal Cemetery in Templeuve en Doulieu Churchyard in Zoeterstee.
Nu liggen er 835 doden waaronder 529 Britten, 24 Canadezen, 163 Australiërs, 43 Nieuw-Zeelanders, 3 Zuid-Afrikanen, 58 Indiërs en 2 Duitsers. Er werden twee Special Memorials opgericht: een voor een Nieuw-Zeelander waarvan men het graf niet meer kon lokaliseren (Deze grafsteen draagt als bijkomende tekst: Known to be buried in this cemetery) en een voor een Indische soldaat die begraven lag in de Marquillies Communal Cemetery German Extension, maar van wie het graf ook niet meer teruggevonden werd.

## Graven

### Onderscheiden militairen
- George Raymond Dallas Moor, luitenant bij het Hampshire Regiment ontving het Victoria Cross (VC) voor zijn moedig optreden tijdens een hevige Turkse aanval ten zuiden van Krithia (Dardanellen) op 5 juni 1915, waarbij hij een verloren stelling heroverde nadat alle officieren van de naast hem liggende sectie buiten strijd waren. Hij stierf ten gevolge van de Spaanse griep op 3 november 1918. Hij was 22 jaar. Hij ontving ook nog tweemaal het Military Cross (MC and Bar).
- John Gerald Manuel, kapitein bij de Royal Air Force werd onderscheiden met de Distinguished Service Cross (DSC).
- Arthur Hugh Aglionby, majoor bij de Royal Garrison Artillery; Owen Dyot Atkinson, majoor bij de Royal Engineers; Gordon Keigh Smith, kapitein bij het Royal Flying Corps en Norman Algernon Traylen, luitenant bij het Army Service Corps werden onderscheiden met het Military Cross (MC).
- compagnie sergeant-majoor H. Edwards en kanonnier C.H. Bradbeer werden onderscheiden met de Distinguished Conduct Medal (DCM).
- Frederick Percy Leybourn, onderluitenant bij het Manchester Regiment werd onderscheiden met de Military Medal (MM).

### Gefusilleerde militairen
- A. Davids en Willie Peter Harris, beiden soldaat bij het 1st cape Coloured Labour Regiment, werden wegens moord gefusilleerd op 26 augustus 1919. Ook soldaat Karl Boos van hetzelfde regiment werd voor moord geëxecuteerd op 15 oktober 1919.[2]

### Aliassen
- soldaat A. Pink diende onder het alias A. Spink bij de King's Own Yorkshire Light Infantry.
- soldaat William Jones diende onder het alias William Lloyd bij de Canadian Infantry.
- soldaat Francis E. Flitcroft diende onder het alias F.E. Fletcher bij de Australian Infantry, A.I.F..
- soldaat Karl Boos diende onder het alias F. Alberts bij het Cape Coloured Labour Regiment.